# NGC 6355
NGC 6355 là cụm sao cầu nằm trong chòm sao Ophiuchus. Nó được phân loại GCL trong sơ đồ phân loại hình thái thiên hà và được phát hiện bởi nhà thiên văn học người Anh gốc Đức William Herschel vào ngày 24 tháng 5 năm 1784. Cụm sao cách Trái Đất khoảng 31.000 năm ánh sáng.